# Borstendorf
Borstendorf est une ancienne commune de Saxe (Allemagne), située dans l'arrondissement des Monts-Métallifères, dans le district de Chemnitz qui fait partie de la commune de Grünhainichen depuis 2015.